# Silke Kettelhake
Silke Kettelhake (* 1967 in Hameln) ist eine deutsche Journalistin und Autorin.

## Werdegang
Kettelhake erlangte 1986 das Abitur und absolvierte ein Volontariat bei der Deister- und Weserzeitung.
1987 bis 1989 folgte ein Studium der Romanistik und Wirtschaftswissenschaften an der Gesamthochschule Kassel. Von 1989 bis 1994 studierte sie Publizistik und Film- und Fernsehwissenschaften an der FU Berlin. Von 1997 bis 2000 folgte eine Ausbildung zur Mediengestalterin Bild und Ton. Von 2003 bis 2014 war sie für den fluter, das Jugendmagazin der Bundeszentrale für politische Bildung, als selbstständige Redakteurin für Film und Musik tätig.
Im Jahr 2008 erschien Kettelhakes erstes Buch, die Biografie Erzähl allen, allen von mir! Das schöne kurze Leben der Libertas Schulze-Boysen 1913–1942. Das Buch erzählt die Geschichte einer jungen Frau, die sich zunächst von den machtvollen Botschaften des Hitler-Regimes mitreißen lässt und doch den Weg in den Widerstand findet. Im Jahr 2010 folgte das Buch Renée Sintenis – Berlin, Boheme und Ringelnatz. Die Romanbiografie zu Renée Sintenis erzählt von der Emanzipation einer Künstlerin. In Zusammenarbeit mit Heide Meyer erschien 2012 Mutter Corsage – Enthüllungen einer Dessous-Verkäuferin. 2014 veröffentlichte Kettelhake die Biografie Sonja negativ – dekadent: Eine rebellische Jugend in der DDR.

## Publikationen
Werke
- Erzähl allen, allen von mir! Das schöne, kurze Leben der Libertas Schulze-Boysen, 1913–1942. Droemer, München 2008, ISBN 978-3-42627-437-8.
- Renée Sintenis. Berlin, Boheme und Ringelnatz. Osburg, Berlin 2010, ISBN 978-3-940731-51-7.
- Sonja: „negativ-dekadent“. Eine rebellische Jugend in der DDR. Osburg, Hamburg 2014, ISBN 978-3-95510-042-1.

Buchbeteiligungen
- Silke Kettelhake: Women on Waves. In: Sarah Diehl (Hrsg.): Deproduktion. Alibri, Aschaffenburg 2007, ISBN 978-3-86569-016-6, S. 174–177.
- Heide Meyer: Mutter Corsage. Enthüllungen einer Dessous-Verkäuferin. Mit Silke Kettelhake. Knaur-Taschenbuch-Verlag, München 2012, ISBN 978-3-426-78516-4.
- Silke Kettelhake: Der Krieg ist aus. In: Ernst Piper (Hrsg.): 1945. Niederlage und Neubeginn. Lingen, Köln 2015, ISBN 978-3-945136-20-1, S. 178–189.

Artikel in Tageszeitungen
- Ghettos in Göttingen[3]
- Der lange Marsch durch die Illusionen[4]
- Der Apparat Abschiebegefängnis[5]
- Der Strich muss sitzen: Bernhard Martin in der Berlinischen Galerie[6]
- Prekäre Tätigkeit der Clickworker: Gesichtslos, emotionslos, nie krank[7]
- Kunststandort Lichtenberg: Austauschgeschichten[8]
- Vom Suchen und Finden – Stasi-Razzia in der Umweltbibliothek[9]